# Gol de placa

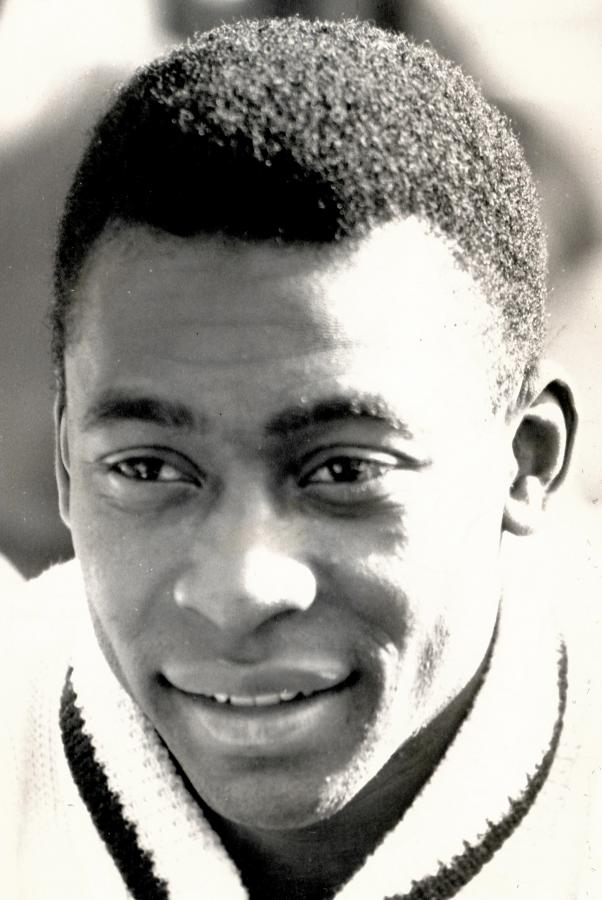
Pelé, autor del gol de placa ante Fluminense.

Se denomina gol de placa a un gol anotado por el futbolista brasileño Pelé, en un partido de carácter amistoso el 5 de marzo de 1961, en el triunfo de Santos por 3 a 1 ante Fluminense.

## Historia
Este gol se cree fue muy practicado por Péle, en sus entrenamientos y juegos, al driblar a todos en repetidas ocasiones, por lo cual el equipo se sorprendía de lo que este era capaz.

## El gol
El gol fue anotado el 5 de marzo de 1961, en el estadio de Maracaná, en el partido Santos 3-1 Fluminense.
Corría el minuto 40 del primer tiempo, cuando Pelé recibió el balón de Dalmo en la medialuna de su propia área penal y con la bola pegada al pie emprendió una carrera en línea recta hacia la portería rival. Pasó entre Valdo y Edmilson, engañó a Clóvia, escapó de Altair, dribló a Pinheiro y a un desesperado Jair Marino que no pudo darle alcance, para terminar rematando a la portería a la salida del arquero Castilho.
Pelé le ganó sendos duelos a siete jugadores rivales a lo largo de 90 metros y marcó el gol que le dio el derecho a la placa de bronce en el estadio Maracaná, dando, con dicha acción, una demostración de potencia, velocidad, calidad, técnica individual y frialdad de cara al arco contrario. Así nació la expresión «Gol de placa».

## La ovación
El gol es considerado uno de los mejores de la carrera de Pelé. Gran parte de los asistentes, incluyendo aficionados del Fluminense, cayó rendida y aplaudió durante dos minutos. La prensa empleó todas sus rotativas para ensalzar y contar el tanto. En la página web oficial de la FIFA, se informó este gol.
Este juego fue grabado en video, sin embargo, la parte en que fue grabado el gol fue recortado.
Se sabe que existían 5 grabaciones de este gol, de TV Record, A Atlántida Noticias, Canal 100 y Estudios Herbert Richers, pero nunca se encontró el gol.
El director Aníbal Massaini de Pelé eterno buscó, pero no la encontró nunca, entonces se decidió reconstruir esta jugada a través de medios digitales, basándose en fotos y relatos de reporteros, jugadores y espectadores que la presenciaron.